# Lazy pod Makytou
Lazy pod Makytou este o comună slovacă, aflată în districtul Púchov din regiunea Trenčín. Localitatea se află la altitudinea de 380 m deasupra n.m., se întinde pe o suprafață de 49,86 km2 și în 2017 număra 1.213 locuitori.

## Istoric
Localitatea Lazy pod Makytou este atestată documentar din 1475.

## Demografie
| An:                | 1994 | 2004   | 2014    | 2024   |
| ------------------ | ---- | ------ | ------- | ------ |
| Număr de persoane: | 1455 | 1404   | 1250    | 1224   |
| Diferență:         |      | −3,50% | −10,96% | −2,08% |

| An:                | 2023 | 2024   |
| ------------------ | ---- | ------ |
| Număr de persoane: | 1217 | 1224   |
| Diferență:         |      | +0,57% |